# Danny Daelman
Danny Daelman (né le 23 octobre 1969 à Saint-Nicolas) est un coureur cycliste belge, professionnel de 1996 à 2003.

## Palmarès

### Palmarès amateur
- 1986
  - Circuit Het Volk débutants
- 1990
  - Bruxelles-Opwijk
  - 3e du Wim Hendriks Trofee
- 1991
  - 1re étape du Grand Prix Guillaume Tell
  - Circuit du Westhoek
  - 2e du Grand Prix de la ville de Grammont
  - 2e du Zesbergenprijs Harelbeke
- 1992
  - 6e étape secteur b du Tour des régions italiennes
  - 6e étape du Tour de Belgique amateurs
  - Prologue du Tour du Hainaut
  - 2e du Circuit du Westhoek

### Palmarès professionnel
- 1992
  - Textielprijs Vichte
  - 2e de la Coupe Sels
- 1993
  - Circuit du Houtland
  - Omloop van de Westkust
- 1994
  - 3e de l'Osaka International Road Race
- 1995
  - 2e du Grote Prijs Dr. Eugeen Roggeman
- 1996
  - Grand Prix Marcel Kint
  - Grand Prix Paul Borremans
  - 2e du Grote Prijs Dr. Eugeen Roggeman
  - 3e du Mémorial Rik Van Steenbergen
- 1997
  - 3e du Grote Prijs Dr. Eugeen Roggeman
- 1998
  - Grand Prix Vic. Bodson
  - 2e de l'Omloop Duin en Polder
- 1999
  - 3e du Circuit des bords flamands de l'Escaut
  - 3e du Grand Prix Briek Schotte
- 2000
  - 3e étape de l'Olympia's Tour
  - 2e du Grand Prix Raf Jonckheere
- 2001
  - 2e de l'Étoile de Zwolle
  - 2e du Grand Prix du 1er mai - Prix d'honneur Vic De Bruyne
  - 2e de la Puivelde Koerse
- 2002
  - Grote Prijs Dr. Eugeen Roggeman
  - Bruxelles-Ingooigem
  - 2e de la Puivelde Koerse
  - 2e de l'Omloop van het Meetjesland
- 2003
  - Mémorial Thijssen